# Mercedes-Benz Econic

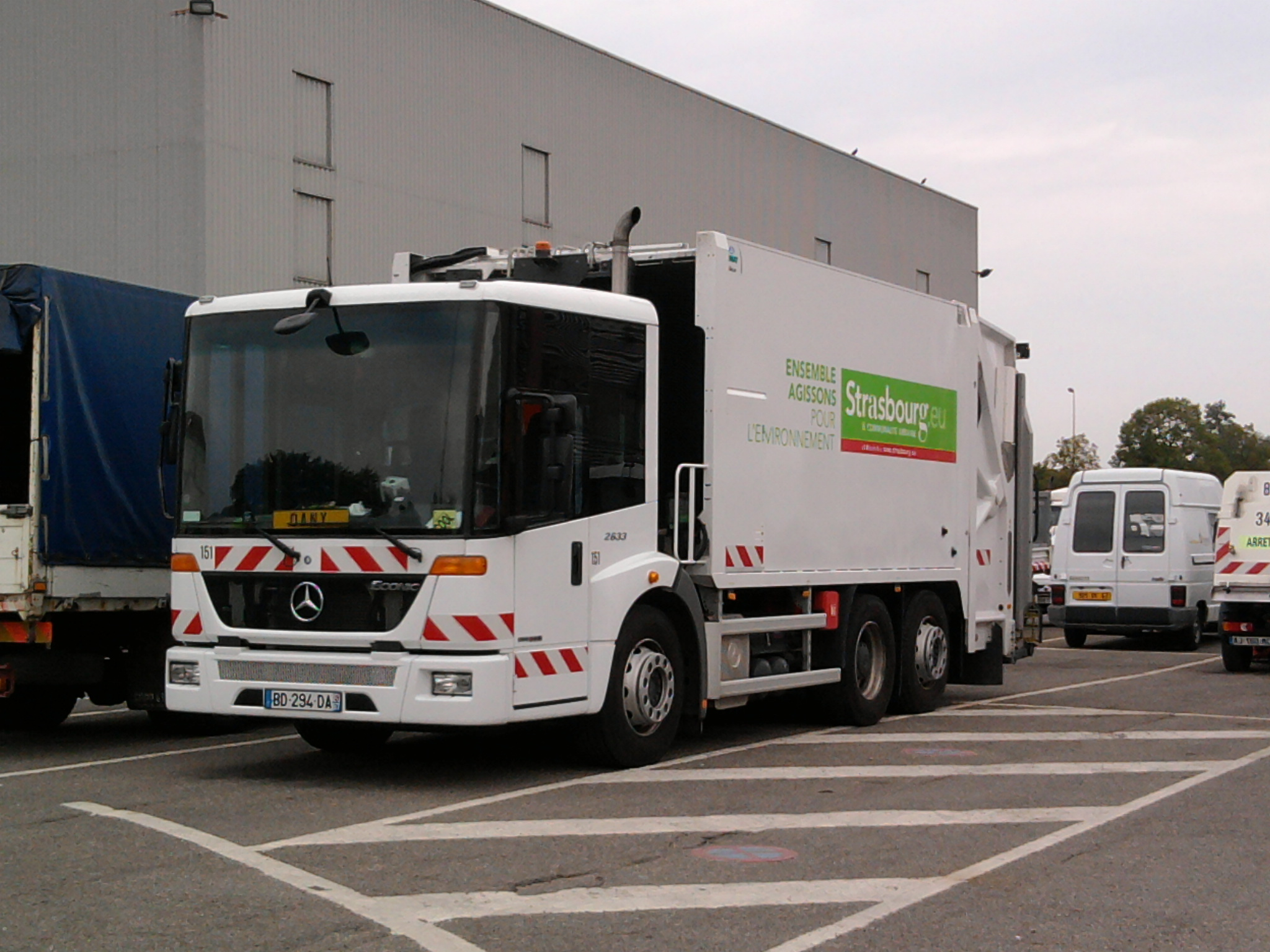
Mercedes-Benz Econic (2006-2013)

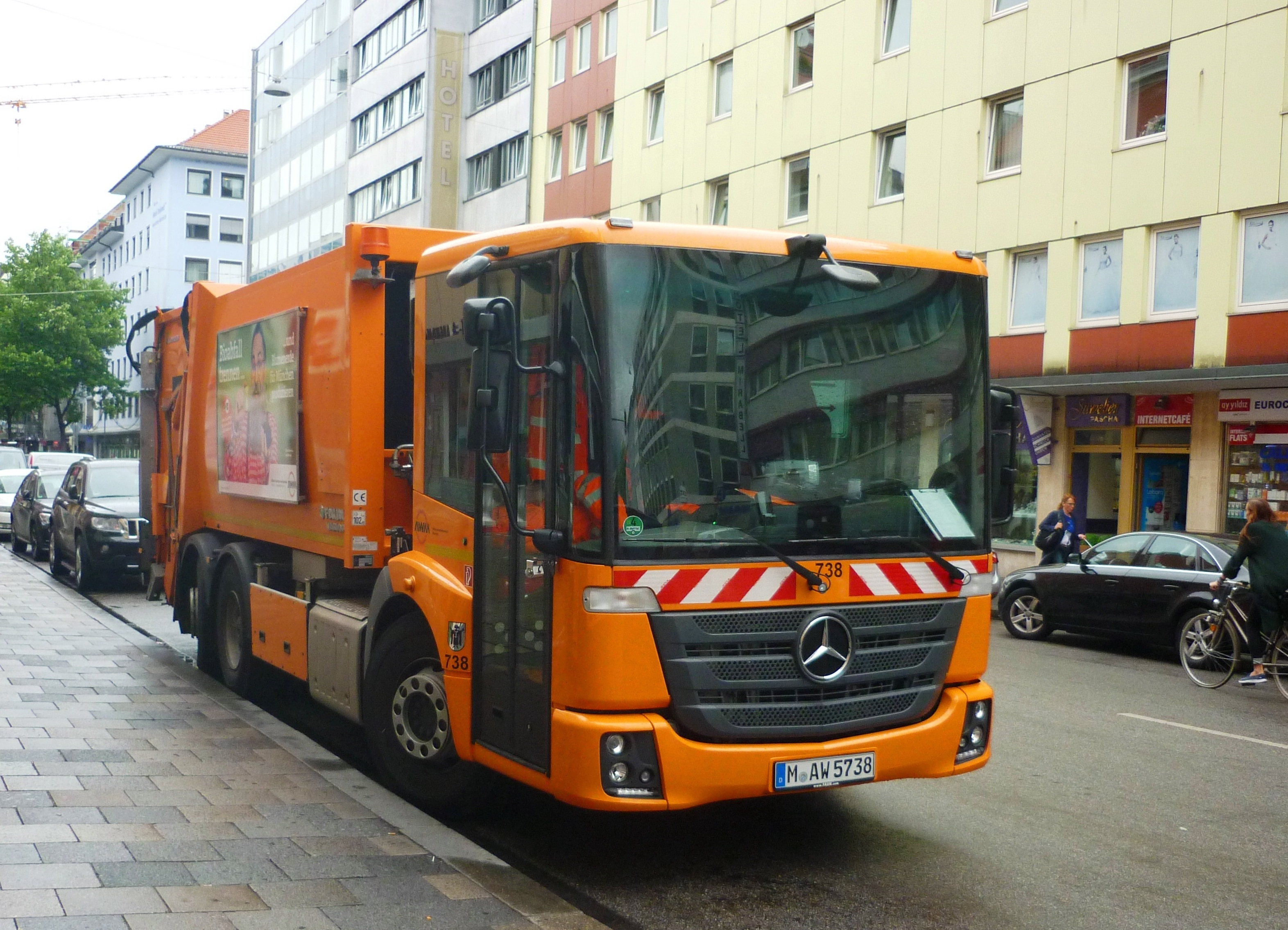
Mercedes-Benz Econic (з 2013)

Mercedes-Benz Econic — низькорамні вантажні автомобілі, що виробляються компанією Mercedes-Benz з 1999 року.
Автомобілі сімейства Econic випускаються повною масою 18 т (двовісні), 26 т (тривісні) і 32 т (чотиривісні). Використовуються в основному як сміттєвози, розвізні вантажівки, пожежні машини, аеродромні паливозаправники. Виробляються варіанти з колісною базою 3450-4800 мм, колісною формулою 4x2, 6x2/4, 6x4 і 8x4/4.
Кабіна має високі двері, причому праві двері - двостулкові (відкривається водієм як на маршрутному автобусі - для зручності входу-виходу робітників). Висота від землі до підлоги - 89 см, висота сходинки - 53 см. Підлога, завдяки задньому розташуванню двигуна, - абсолютно плоска. Ширина кабіни - 2280 мм. У ній окрім водійського встановлені ще три сидіння. Висота від підлоги до стелі становить 1935 мм.
У 2006 році модель оновили, змінивши оснащення і решітку радіатора.
В лютому 2011 року виготовлений десятитисячний Econic.
У 2013 році модель знову оновили, змінивши оснащення і решітку радіатора.

## Двигуни

### Дизельні
- OM906 LA, Р6 об'єм 6374 см3, потужність 175 кВт/238 к.с., максимальний обертовий момент 850 Нм;
- OM906 LA, Р6 об'єм 6374 см3, потужність 286 кВт/286 к.с., максимальний обертовий момент 1120 Нм;
- OM926 LA, Р6 об'єм 7201 см3, потужність 240 кВт/326 к.с., максимальний обертовий момент 1300 Нм;
- M906 LAG, Р6 об'єм 6880 см3, потужність 205 кВт/279 к.с., максимальний обертовий момент 1000 Нм (СПГ газовий двигун).